# Maltese Pioneers
Maltese Pioneers (pol. Maltański Korpus Saperów) – korpus saperów w składzie British Army, który istniał od 1800 do 1801.
W grudniu 1800 sir Ralph Abercromby polecił porucznikowi Francesco Rivaroli utworzyć i objąć dowództwo nad 500 maltańskimi ochotnikami do saperów, z przeznaczeniem do sił ekspedycyjnych w kampanii egipskiej. Oddziały zostały przydzielone do Wydziału Artylerii, a ich praca obejmowała cięcie drewna i załadunek transportów paliwa. Oficerowie mogli również najmować żołnierzy jako służących. Korpus brał udział w akcjach wojskowych w marcu i kwietniu 1801. Poza saperami, na potrzeby kampanii egipskiej został też utworzony trzeci korpus artificers.
Pod koniec 1801, po upływie terminu kontraktu, Maltese Pioneers opuścili Egipt i powrócili po rocznej służbie na Maltę.